# 烏克蘭斯克
烏克蘭斯克（羅馬化：Ukrainsk，發音：[ʊkrɐˈjinʲsʲk]）是乌克兰顿涅茨克州波克羅夫斯克區塞利多韦市镇内的城市。該市始建於1952年，面積4.2平方公里，海拔高度210米，2022年人口数量为10,655人，人口密度每平方公里2,537人。
俄罗斯入侵乌克兰期间，俄军于2024年9月初随着波克罗夫斯克攻势的推进攻入乌克兰斯克，至同月中旬已占据城市东部和南部，随后于9月17日完全控制该城。